# 楊茂仁
楊茂仁（1460年—？），字志道，浙江寧波府鄞縣（今鄞州區）人，民籍，明朝政治人物。楊守陳之子、楊茂元之弟。

## 生平
成化十九年（1583年）癸卯科浙江鄉試第五十名，成化二十三年（1487年）丁未科二甲第六十名進士，歷官刑部郎中。遼東鎮守的太監梁玘被彈劾，其與給事中往按察，舉發其罪。弘治十七年（1504年）八月升四川按察司副使，正德四年（1509年）五月官至四川按察使。

## 家族
曾祖楊九疇；祖父楊自懲，贈侍講學士；父楊守陳，少詹事兼侍講學士。母丁氏（封□人）。具庆下。兄楊茂元（按察司副使）、楊茂貞。弟楊茂禮、楊茂行、楊茂清。其妻可能為女醫談允賢。